# دینیاندی
دینیاندی (ایسلندی: Dynjandi) همچنین به عنوان فیالفاس (ایسلندی: Fjallfoss) شناخته می‌شود، مجموعه آبشارهای واقع در وست‌فیردیر (ایسلندی: Vestfirðir) ایسلند است. بستر سنگی آن، دارای سطوح مختلفی بوده و در مجموع ۱۰۰ متر (۳۳۰ فوت) ارتفاع دارد. در واقع دینیاندی خود از ۶ آبشار کوچک تشکیل شده‌است.

## تصاویر

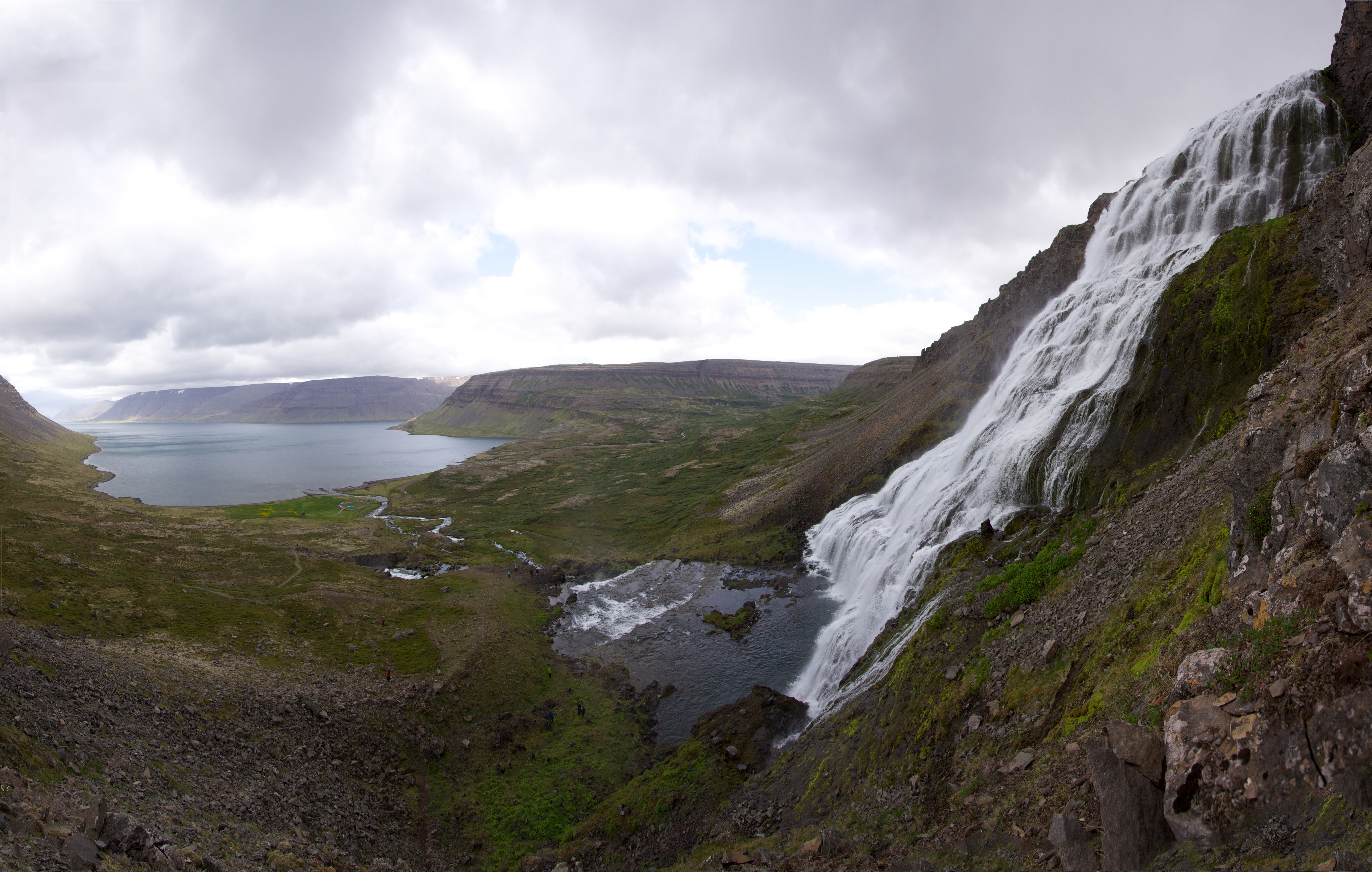
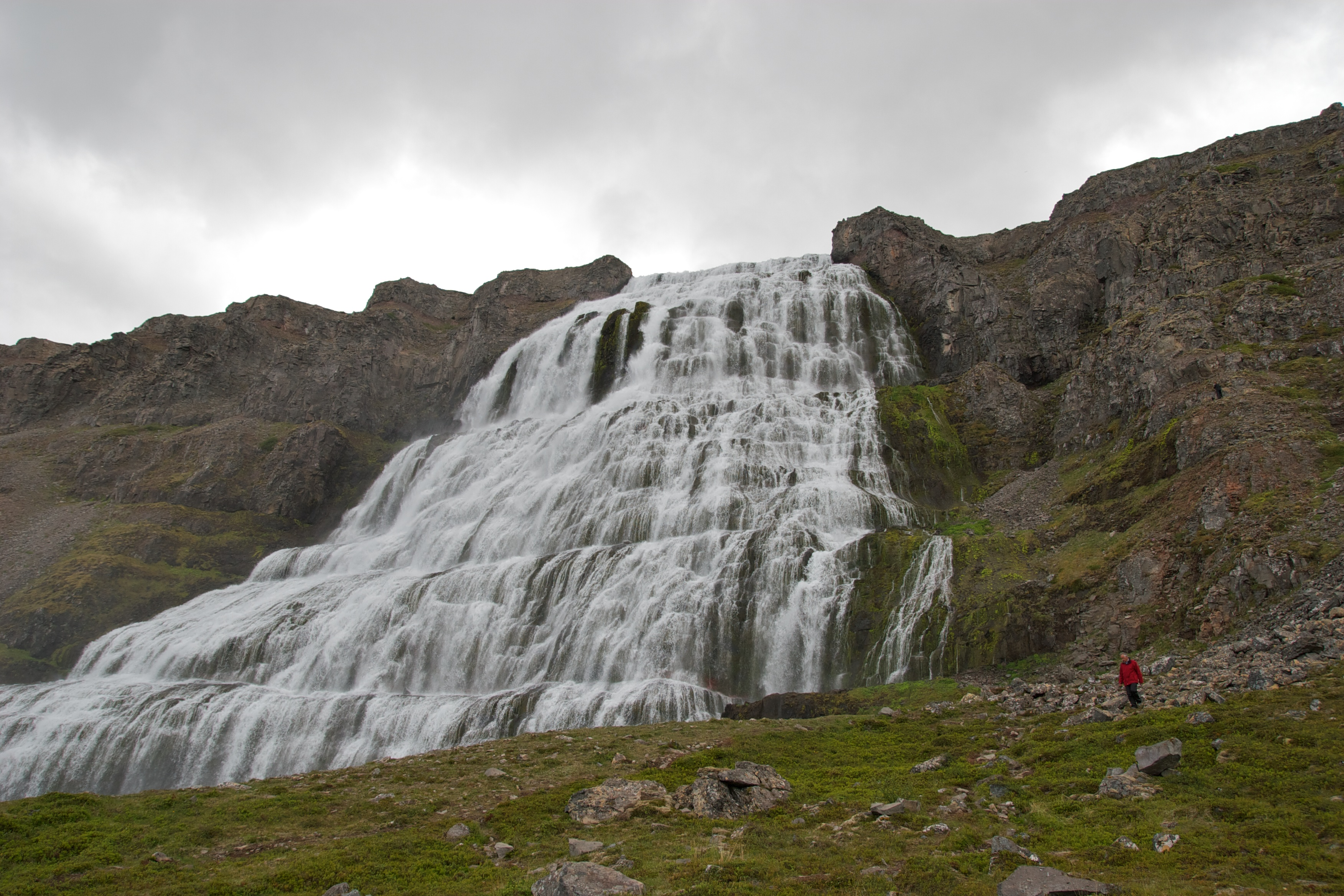
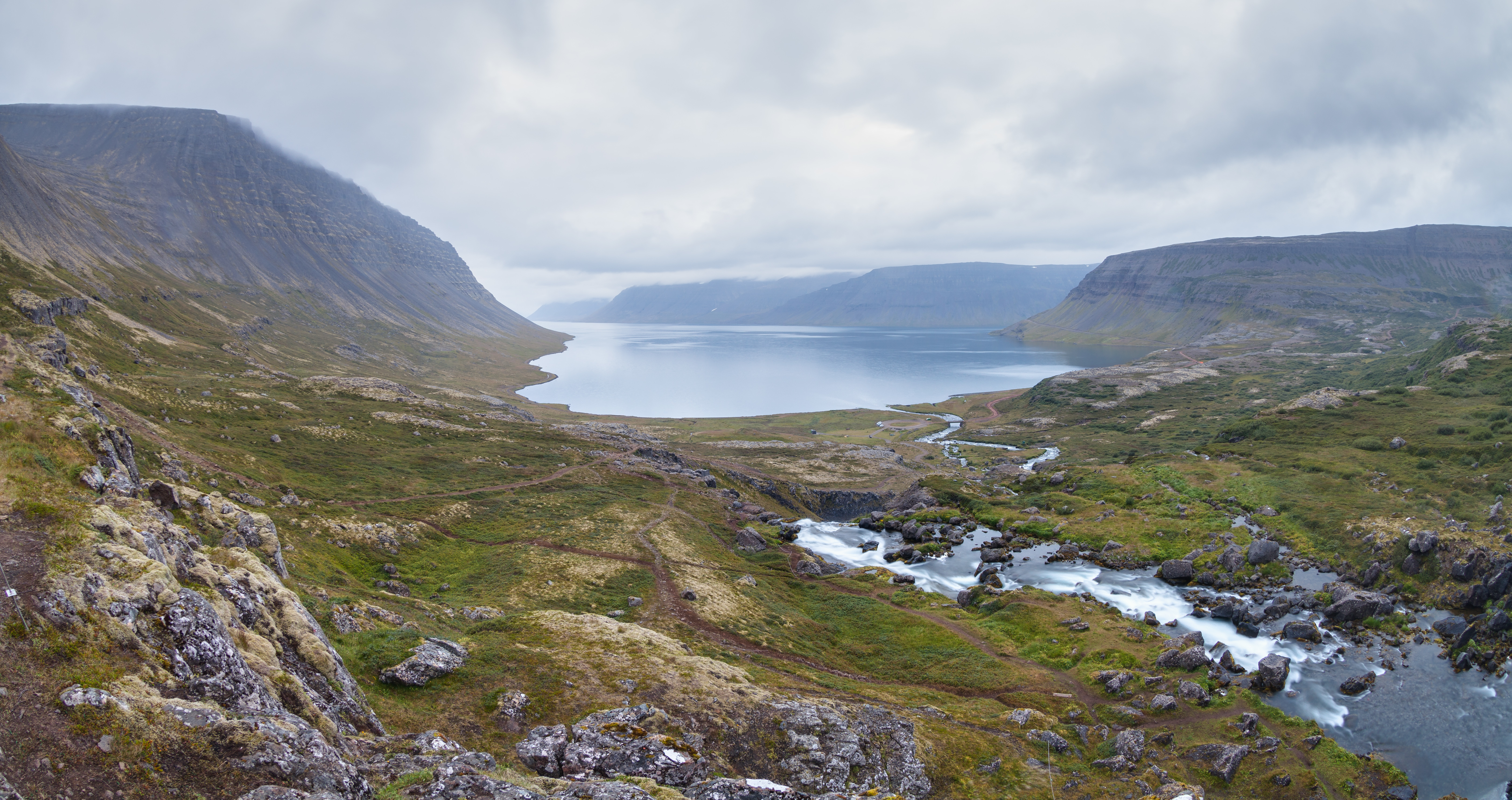
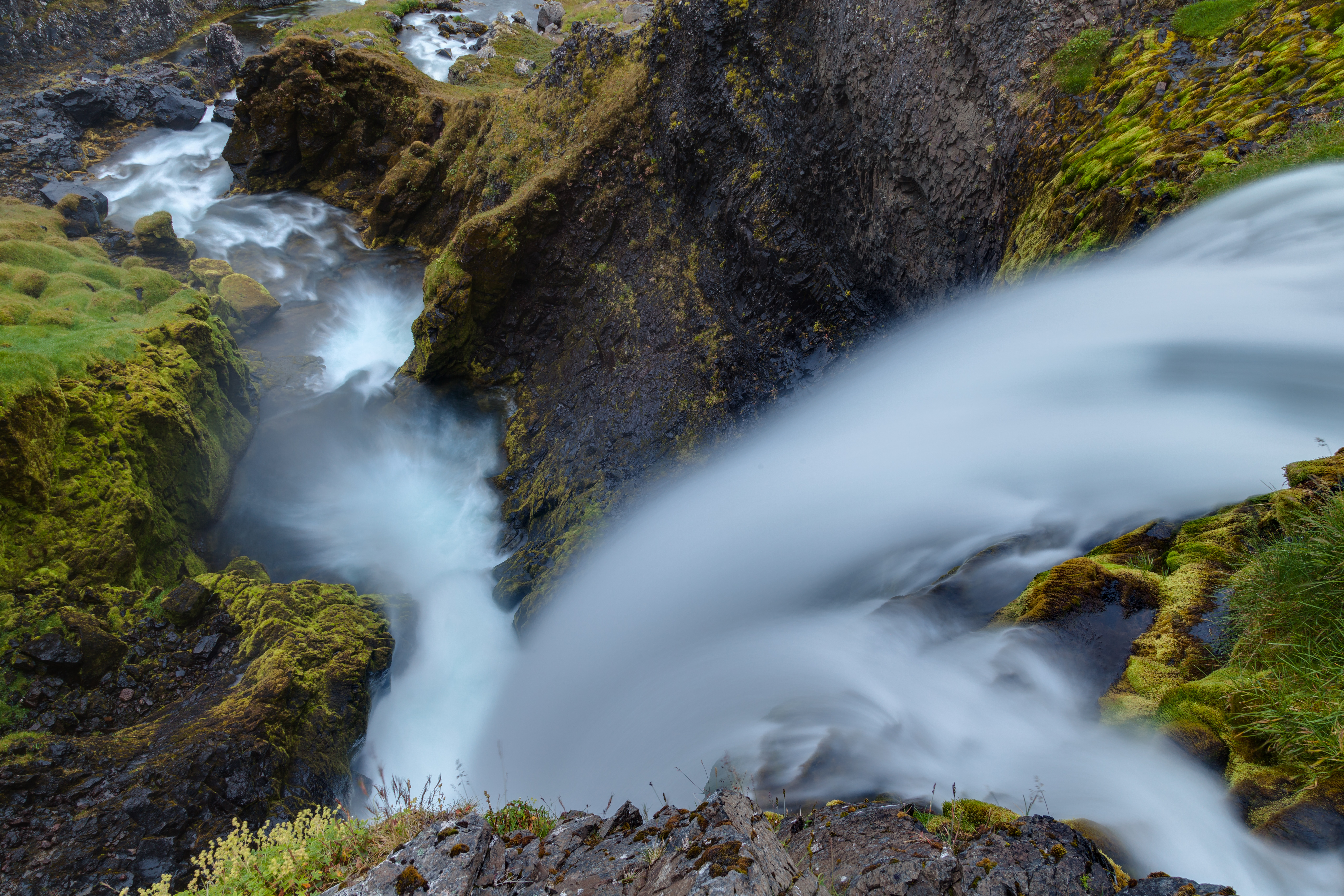
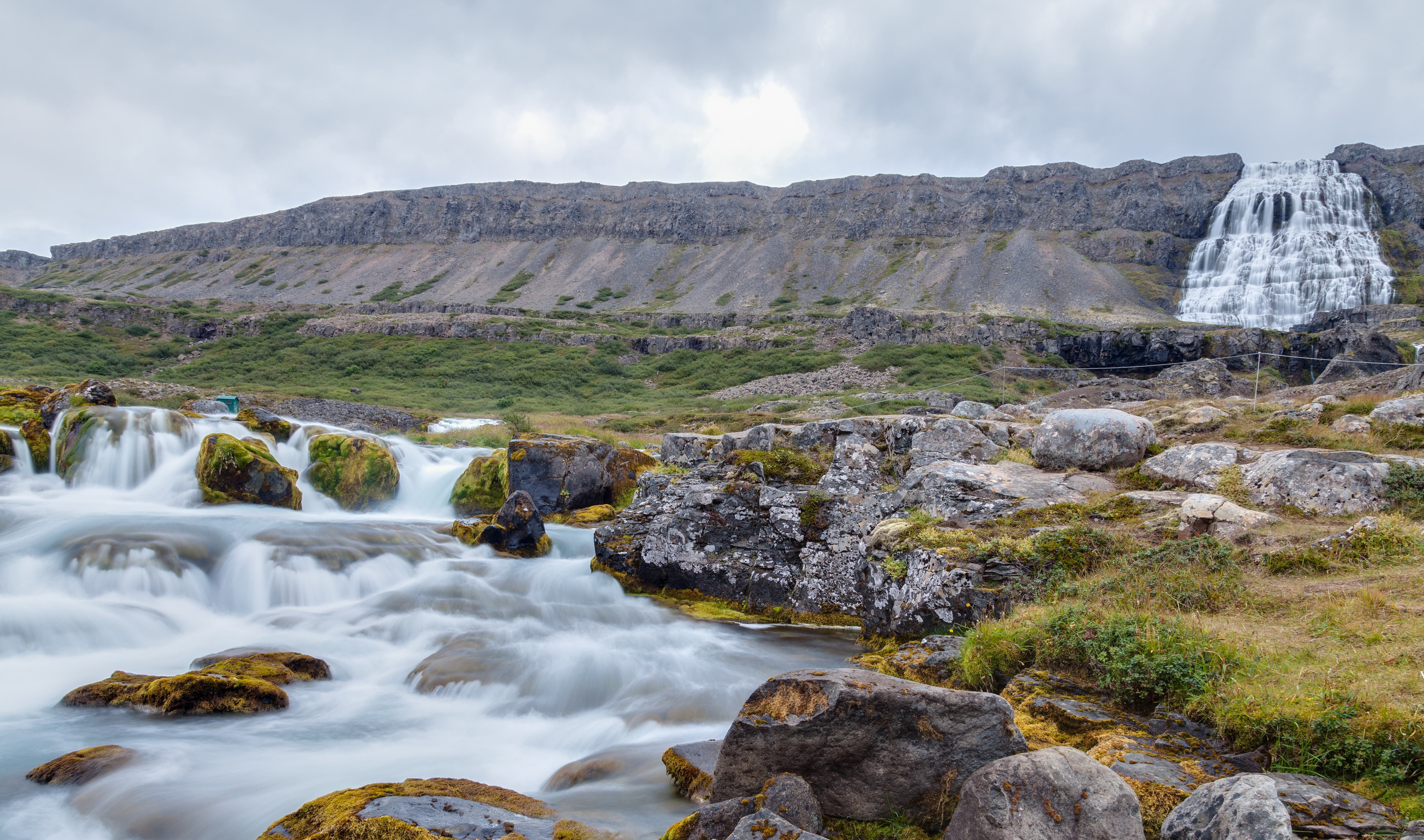